# Nagrywarka BD
Nagrywarka BD (Blu-ray disc) – urządzenie optyczne pozwalające na zapis danych na specjalnych przeznaczonych do tego nośnikach (płytach BD-R lub BD-RE).
Formaty Blu-ray
- BD-R – format do zapisu, dla przechowywania obrazu telewizyjnego HDTV oraz przechowywania danych
- BD-RE – format wielokrotnego zapisu, dla przechowywania obrazu telewizyjnego HDTV oraz przechowywania danych.